# Atomlagenabscheidung
Die Atomlagenabscheidung (englisch atomic layer deposition, ALD) ist ein Verfahren zur Abscheidung von extrem dünnen Schichten, bis hin zu atomaren Monolagen, auf einem Ausgangsmaterial.
Es handelt sich um ein stark verändertes Chemisches Gasphasenabscheidungs- (CVD-) Verfahren mit zwei oder mehr zyklisch durchgeführten selbstbegrenzenden Oberflächenreaktionen. Das abzuscheidende Material ist in chemischer Form an ein oder mehrere Trägergase, die sogenannten Präkursoren gebunden. Diese Präkursoren werden alternierend in eine Reaktionskammer geleitet und dort zur Reaktion mit dem Substrat gebracht, woraufhin der im Gas gebundene Stoff sich auf dem Substratmaterial abscheidet. Die so entstehenden Schichten haben in der Regel eine polykristalline oder amorphe Struktur. Für einkristalline (epitaktische) Schichten ist das Verfahren auch unter der Bezeichnung Atomlagenepitaxie (engl. atomic layer epitaxy, ALE) bekannt.
Werden nicht einzelne Atome aus den Vorgängermolekülen, sondern Molekülfragmente in einer selbstbegrenzenden Reaktion abgeschieden, spricht man auch von molecular layer deposition (MLD, dt. „Moleküllagenabscheidung“).
| Bezeichnung                | Abkürzung |
| -------------------------- | --------- |
| Atomic layer deposition    | ALD       |
| Atomic layer epitaxy       | ALE       |
| Atomic layer evaporation   | ALE       |
| Atomic layer growth        | ALG       |
| Chemical assembly          |           |
| Molecular deposition       |           |
| Molecular lamination       |           |
| Molecular layer deposition | MLD       |
| Molecular layer epitaxy    | MLE       |
| Molecular layering         | ML        |
| Molecular stratification   |           |

## Geschichte
ALD wurde zweimal unabhängig voneinander entwickelt: Einmal unter der Bezeichnung „Moleküllagenschichtung“ (engl. molecular layering, ML) in den 1960er Jahren in der Sowjetunion sowie Mitte der 1970er Jahre unter dem Namen „Atomlagenepitaxie“ (engl. atomic layer epitaxy, ALE) in Finnland. Durch die globale Blockbildung nach dem Zweiten Weltkrieg und die langjährige Vernachlässigung sowjetischer Forschungsergebnisse nach dem Zusammenbruch des Ostblocks gerieten die Arbeiten zur Moleküllagenschichtung jahrelang in Vergessenheit. Um die frühe Historie aufzuklären, bildete sich ein virtuelles Projekt zur Geschichte des ALD-Verfahrens (VPHA – virtual project on the history of ALD), welches im Sommer 2013 von einer Gruppe von Wissenschaftlern ins Leben gerufen wurde. Ergebnisse des VPHA sind Essays, die die historische Entwicklung von ALE und ML beschreiben, eine Rezension der lesenswertesten frühen Publikationen zur Thematik bis 1986 sowie ein Artikel über die Erkenntnisse des VPHA.
Damals wurde nach einer Methode gesucht, um hochwertige Schichten auf großflächigen Substraten herzustellen, beispielsweise für Dünnschichtelektrolumineszenz-Anzeigen (engl. thin-film electroluminescent, TFEL).
In den 1980er Jahren führte die Aussicht, ALD auch für epitaktische Halbleiterschichten zu nutzen, zu großen Investitionen in diesem Bereich. Wegen der chemischen Unverträglichkeit von Alkylverbindungen der Hauptgruppe III und Hydriden der Hauptgruppe V brachte die ALD aber keine echten Vorteile gegenüber der Molekularstrahlepitaxie (MBE) oder der metallorganischen Gasphasenepitaxie (MOVPE).
Erst Mitte der 1990er Jahre fand ALD wieder stärkere Beachtung als aussichtsreiche Beschichtungstechnik in der Mikroelektronik. Hauptgründe dafür sind die fortschreitende Strukturverkleinerung und höhere Ansprüche an die Aspektverhältnisse bei integrierten Schaltungen und der damit verbundenen Suche nach neuen Materialien und Abscheidungstechniken. Dabei zielen nur wenige Anwendungen auf die Abscheidung epitaktischer Schichten. Häufig sind die sehr dünnen Schichten (ca. 10 nm) von amorpher Struktur.

## Prinzip

Schematische Darstellung eines ALD-Reaktionszyklus für ein ALD-System aus zwei Komponenten.

Wie bei anderen CVD-Verfahren, wird auch bei der ALD die Schichtbildung über eine chemische Reaktion mindestens zweier Ausgangsstoffe (Vorläuferstoffe, sogenannte Präkursoren) realisiert.
Im Unterschied zu herkömmlichen CVD-Verfahren werden bei der ALD die Ausgangsstoffe zyklisch nacheinander in die Reaktionskammer eingelassen. Zwischen den Gaseinlässen der Ausgangsstoffe wird die Reaktionskammer normalerweise mit einem Inertgas (z. B. Argon) gespült. Auf diese Weise sollen die Teilreaktionen klar voneinander getrennt und auf die Oberfläche begrenzt werden. Wesentliches Merkmal der ALD ist der selbstbegrenzende Charakter der Teilreaktionen, das heißt, der Ausgangsstoff einer Teilreaktion reagiert nicht mit sich selbst oder Liganden von sich selbst, was das Schichtwachstum einer Teilreaktion bei beliebig langer Zeit und Gasmenge auf maximal eine Monolage begrenzt.
Das einfachste ALD-Verfahren ist ein zweikomponentiges System, z. B. für Tantal(V)-oxid (Ta2O5) die Komponenten Tantalpentachlorid (TaCl5) und  Wasser (H2O). Die beiden Komponenten werden nun, wie oben beschrieben, abwechselnd und getrennt durch Spülschritte in die Kammer geleitet. Es ergeben sich die folgenden vier charakteristischen Schritte:
1. Eine selbstbegrenzende Reaktion des ersten Reaktanten (Reaktant A, TaCl5)
2. Ein Spül- oder Evakuierungsschritt (der Reaktionskammer), um nicht reagiertes Gas des ersten Reaktanten und Reaktionsprodukte zu entfernen
3. Eine selbstbegrenzende Reaktion des zweiten Reaktanten (Reaktant B, H2O) bzw. ein anderer Schritt (z. B. Plasmabehandlung), um die Oberfläche wieder für die erste Reaktion zu aktivieren
4. Ein Spül- oder Evakuierungsschritt

Zusammengefasst werden diese vier Schritte zu einem sogenannten (Reaktions-)Zyklus, der im Verlauf des Beschichtungsprozesses mehrmals wiederholt werden muss, um die gewünschte Schichtdicke zu erreichen. Im Idealfall läuft jeder Einwirkungsschritt vollständig ab, d. h., die Vorstufenmoleküle chemisorbieren oder reagieren mit den Oberflächengruppen, bis die Oberfläche vollständig belegt ist. Danach findet keine weitere Adsorption statt (Selbstbegrenzung). Das Schichtwachstum ist unter diesen Reaktionsbedingungen selbstkontrollierend bzw. selbstbegrenzend, d. h., die Menge des in jedem Reaktionszyklus abgeschiedenen Schichtmaterials ist konstant.
Je nach Verfahren und Reaktor dauert ein Zyklus zwischen 0,5 und einigen Sekunden, wobei pro Zyklus 0,1 bis 3 Å an Filmmaterial erzeugt werden (stark abhängig vom Materialsystem und den Prozessparametern). In der Realität bedeutet das, dass eine geschlossene Schicht des Zielmaterials nicht mit einem Zyklus erreicht werden kann, der Begriff Atomlagenabscheidung ist daher unter Umständen etwas irreführend. Für die verminderte Abscheiderate – meist angegeben in GPC, was für englisch growth per cycle (dt. ‚Wachstum pro Zyklus‘) steht – gibt es zwei wesentliche Gründe:
1. Durch die räumliche Ausdehnung der Ausgangsstoffe bzw. dessen adsorbierten Liganden kommt es zur sogenannten sterischen Hinderung, die bewirkt, dass Teile der Oberfläche abgeschirmt werden und so eine Adsorption an dieser Stelle verhindern.
2. Unvollständige Teilreaktionen, wodurch weniger Reaktionsstellen an der Oberfläche zur Verfügung stehen, also Bereiche entstehen, die nicht an der Teilreaktion teilnehmen können.

Zusätzlich kann es auch zu Rückätzungen, beispielsweise durch die Reaktionsprodukte halogenhaltiger Prekursoren oder durch den Ionenbeschuss beim Einsatz von (Direkt-)Plasma kommen.

## Vor- und Nachteile
Trotz des nicht-idealen Wachstums bei realen Prozessen ergeben sich zusammengefasst mehrere Vorteile bei der Abscheidung von dünnen Schichten mittels ALD.
Ein wesentlicher Punkt ist die sehr gute Schichtdickenkontrolle von ultra-dünnen Schichten kleiner als 10 nm. Denn durch die selbstbegrenzende Reaktion wächst die Schicht pro Zyklus nur um einen bestimmbaren Wert, der im Sättigungsbereich unabhängig von der Zyklusdauer ist. Die Schicht wächst proportional zur Zahl der Reaktionszyklen, was eine exakte Steuerung der Schichtdicke ermöglicht. Eine Ausnahme bildet der Beginn der Beschichtung, bei dem aufgrund einer ggf. anderen Oberflächenchemie des Substratmaterials ein schnelleres oder auch ein langsameres Wachstum stattfinden kann.
Die separate Dosierung der Vorstufensubstanzen verhindert unerwünschte Gasphasenreaktionen im Probenraum und ermöglicht auch den Einsatz hochreaktiver Vorstufen. Durch die feste Dosierung bleibt jedem Reaktionsschritt genügend Zeit zur Vervollständigung, wodurch hochreine Schichten auch bei relativ niedrigen Temperaturen realisiert werden können.
Darüber hinaus sind im Vergleich zu anderen CVD-Verfahren die Anforderungen an die Homogenität des Gasflusses deutlich geringer. Daher eignet sich die ALD für die Beschichtung großer Flächen oder stärker strukturierter Oberflächen theoretisch besonders gut. In der Praxis spielen aber wirtschaftliche Aspekte, wie beispielsweise ein hoher Durchsatz und geringer Gasverbrauch, eine entscheidende Rolle. Eine gleichförmige Gasverteilung ist aus diesen Gründen dennoch notwendig.
Nachteilig ist die sehr geringe Geschwindigkeit des Prozesses. Aluminium-Oxid lässt sich beispielsweise mit 0,11 nm pro Schritt aufwachsen. Je nach Anforderungen an die resultierende Materialgüte lassen sich 100–300 nm Schichten pro Stunde mittels ALD herstellen. Zusätzlich sind die Anforderungen an die Güte und Reinheit des Substrates sehr hoch, wenn man Wert auf möglichst einkristalline ALD-Schichten legt. ALD-Geräte sind selbst sehr teuer und die Herstellungskosten einer Schicht variieren stark. Für viele Materialien ist es schwer, geeignete Präkursoren (Ausgangsstoffe) zu finden, die zwar reaktiv genug für den ALD-Prozess sind, sich aber nicht zu schnell thermisch zersetzen. Die Präkursoren sind deswegen oft teuer, müssen gekühlt gelagert werden und sind auch dann oft nur für wenige Monate einsatztauglich.